# Ivermectina
L'ivermectina è un composto chimico di formula C48H74O14 + C47H72O14.

## Storia
Scoperta nel 1975 dal microbiologo giapponese Satoshi Omura e dal patologo irlandese William C. Campbell, iniziò ad essere usata a partire dal 1981 come antiparassitario negli animali da allevamento. Nel 1987 ne venne approvato l'impiego clinico nell'uomo, venendo utilizzata per trattare varie tipologie di parassitosi come le elmintiasi, le pediculosi, la scabbia, nonché nel trattamento della rosacea.

Metà del Premio Nobel per la medicina del 2015 è stato assegnato congiuntamente a Ōmura e Campbell per la scoperta dell'ivermectina:
i derivati del quale hanno radicalmente abbassato l'incidenza della cecità fluviale e della filariosi linfatica, come pure per l'efficacia dimostrata contro un numero crescente di altre malattie causate da parassiti.
Durante la pandemia di COVID-19 il farmaco è stato al centro di diversi episodi di disinformazione in merito alla presunta efficacia dell'ivermectina nel trattamento della COVID-19: tali affermazioni sono, tuttavia, del tutto prive di fondamento scientifico ed al momento non esistono evidenze sufficienti a supporto dell'impiego del farmaco nel trattamento e nella prevenzione dell'infezione.

## Caratteristiche strutturali e fisiche
Ha una bassa solubilità in acqua e un'ampia capacità di legarsi in modo aspecifico. L'ivermectina è una miscela di due avermectine, composta approssimativamente dal 90% di 5-O-demetil-22,23-diidroavermectina A1a (22,23-diidroavermectina B1a) e dal 10% di 5-O-demetil-25-de(1-metilpropil)-22,23-diidro-25-(1-metiletile)avermectina A1a (22,23-diidroavermectina B1b).

## Sintesi
L'ivermectina e altre avermectine sono lattoni macrociclici estratti dal batterio Streptomyces avermitilis.

## Reattività e caratteristiche chimiche

### Spettri analitici
- LC-MS[18]

## Farmacologia e tossicologia

### Dosaggio

#### Uomo
La dose raccomandata è di una singola somministrazione orale da 200 microgrammi di ivermectina per kg di peso corporeo. La dose raccomandata per le campagne di trattamento di massa della microfilaremia causata da W. bancrofti è di una singola somministrazione orale una volta ogni 6 mesi, pari a circa 150-200 μg/kg di peso corporeo.
Nelle zone endemiche in cui il trattamento può essere somministrato solo una volta ogni 12 mesi, per mantenere un’adeguata soppressione della microfilaremia nei pazienti trattati, la dose raccomandata è di 300-400 μg/kg di peso corporeo.

#### Animali
Le tavolette masticabili per cani devono essere somministrate una volta al mese per via orale al dosaggio raccomandato di 6 µg di ivermectina e 5 mg di pirantel per chilogrammo di peso corporeo.

### Farmacocinetica
L'ivermectina può essere assunta per bocca, in forma topica o per iniezione. Non attraversa facilmente la barriera ematoencefalica dei mammiferi per la presenza della P-glicoproteina dato che la mutazione del gene MDR1 influisce sulle funzioni di questa proteina. L'attraversamento della barriera diventa significativo se l'ivermectina è somministrata in dosi elevate, nel qual caso i picchi di concentrazione cerebrale si raggiungono 2-5 ore dopo la somministrazione.
La concentrazione media di picco plasmatico del componente principale (H2B1a) osservata circa 4 ore dopo la somministrazione orale di una singola dose di 12 mg di ivermectina compresse è di 46,6 (± 21,9) ng/ml. La concentrazione plasmatica aumenta con l’aumento delle dosi in modo generalmente proporzionale.
L'ivermectina è moderatamente ben assorbita, con un miglior assorbimento se assunta con pasti ricchi di grassi. Il metabolismo è principalmente epatico. L'ivermectina e/o i suoi metaboliti sono escreti quasi esclusivamente nelle feci per un periodo stimato di 12 giorni, con meno dell'1% della dose somministrata escreta nelle urine. L'emivita del composto si attesta a 16 ore (riportata anche tra 22-28 ore).

### Farmacodinamica
Si ritiene che l'ivermectina agisca come agonista del neurotrasmettitore acido gamma-aminobutirrico (GABA), interrompendo così la trasmissione neurosinaptica del sistema nervoso centrale mediata dal GABA.
L'ivermectina si lega in modo selettivo e con alta affinità ai canali ionici del cloro regolati dal glutammato nelle cellule muscolari e nervose di D. immitis. Questa interazione aumenta la permeabilità della membrana cellulare agli ioni cloro, portando alla iperpolarizzazione della cellula, causando paralisi e la morte del parassita.
Negli esseri umani e in altri vertebrati, la P-glicoproteina (P-gp), nota anche come proteina di resistenza multifarmaco 1 (MDR1), esercita un effetto protettivo.
Potrebbe esercitare il suo effetto antivirale, inclusa la sua potenziale attività contro il coronavirus della sindrome respiratoria acuta grave 2 (SARS-CoV-2), legandosi all'eterodimero importina α/β1, responsabile del trasporto nucleare di proteine virali come la proteina integrasi. Questo inibisce l'importazione nucleare di proteine ospiti e virali e potrebbe inibire la replicazione virale.
L'Iivermectina può anche compromettere lo sviluppo intrauterino normale delle microfilarie di O. volvulus e inibire il loro rilascio dall'utero delle femmine gravide.

### Effetti del composto e usi clinici
È farmaco antiparassitario attivo su alcuni elminti e su altri parassiti animali (come gli acari che causano la scabbia).

#### Uomo
L'ivermectina è un antielmintico ad ampio spettro. Negli esseri umani viene utilizzata principalmente per trattare l'oncocercosi, ma è efficace anche contro altre infestazioni da vermi, come la strongiloidosi, l'ascaridiasi, la tricocefalosi, la filariosi e l'enterobiasi), e contro alcune malattie della pelle causate da parassiti, tra cui pidocchi del capo e scabbia, e per il trattamento della rosacea.
L'ivermectina uccide rapidamente le microfilarie, ma non i parassiti adulti. Di conseguenza per proteggere un individuo dall'oncocercosi è necessario che assuma una singola dose orale del farmaco ogni anno per tutta la durata della vita dei parassiti adulti (10-15 anni). Nel 2013, uno studio ha dimostrato che l'ivermectina è un nuovo ligando del recettore nucleare farnesoide X, un target terapeutico per la steatosi epatica non alcolica.

##### Infestazioni da artropodi
- Acari (come nel caso della scabbia): solo nei casi in cui si abbia resistenza al trattamento topico oppure quando l'infestazione è già ad uno stato avanzato, come nel caso della scabbia norvegese.[31]
- Pidocchi: l'FDA ha approvato lozioni all'ivermectina (0,5%) per pazienti di almeno 6 mesi di età[32] riscontrando che con una singola applicazione di 10 minuti sui capelli asciutti, il 73,8% dei pazienti è risultato libero da parassiti dopo due settimane.[33]
- Cimici del letto: alcune ricerche hanno riscontrato che questi artropodi subiscono un drastico aumento della mortalità e un calo della fertilità dopo dei pasti di sangue umano contenenti una concentrazione di farmaco comprese tra i 2,5 ng/ml[34] e i 0,2 mg/kg.[35]

##### COVID-19
L'ivermectina ha dimostrato capacità in vitro di poter contrastare alcuni virus, tra cui il virus Zika, il West Nile, il poliomavirus BK, i virus Dengue e della febbre gialla e, per l'appunto, il SARS-CoV-2. Contro quest'ultimo, in particolare, agirebbe inibendo i trasportatori a livello della membrana del nucleo cellulare che importano le proteine virali all'interno del nucleo stesso. Le dosi impiegate per ottenere tali effetti sulle linee cellulari in vitro tuttavia risultano assai maggiori rispetto a quelle ritenute sicure per l'impiego nell'uomo. Secondo una revisione sistematica della Cochrane Collaboration, attualmente non vi sono prove sufficienti per suggerire l'impiego dell'ivermectina nel trattamento della COVID-19.
Nonostante gli stessi autori avessero indicato che si trattasse solo di studi preliminari e che l'efficacia nel trattare la malattia nell'uomo fosse ancora da valutare, tali ricerche hanno generato un ampio clamore mediatico: sono sorte varie associazioni dedite alla promozione dell'impiego dell'ivermectina per trattare la patologia, e si sono verificati numerosi casi di automedicazione che hanno portato ad episodi di intossicazione e morte. Il forte aumento delle prescrizioni in Australia ha indotto il governo a vietarne l'impiego off-label.

#### Animali
In medicina veterinaria l'ivermectina è usata contro numerosi vermi intestinali, tenia esclusa, la maggior parte degli acari e alcuni pidocchi.

### Controindicazioni ed effetti collaterali
Gli effetti avversi includono dolore muscolare o articolare, vertigini, febbre, mal di testa, eruzioni cutanee e tachicardia. La terapia con ivermectina è stata associata a lievi elevazioni autolimitanti delle aminotransferasi sieriche e a casi molto rari di danno epatico clinicamente evidente.
Effetti indesiderati al SNC (encefalopatie) sono stati raramente segnalati in pazienti trattati con ivermectina e co-infettati da un elevato numero di microfilarie di Loa loa. Di conseguenza, nelle zone endemiche di questo parassita, dovrebbero essere adottate misure speciali prima di ogni trattamento con ivermectina.
Il trattamento concomitante con dietilcarbamazina citrato (DEC) e ivermectina in campagne di trattamento di massa per filariasi causata da W. Bancrofti in Africa non è raccomandato.
L'ivermectina è controindicata nei bambini di peso inferiore a 15 kg, nei lattanti e in persone affette da malattie del fegato o dei reni. Dal momento che i farmaci che inibiscono gli enzimi CYP3A4 (quali statine, inibitori della proteasi, lidocaina e benzodiazepine, molti calcio-antagonisti, glucocorticoidi come il desametasone) spesso inibiscono anche il trasporto della P-glicoproteina, la somministrazione di tali farmaci contemporaneamente all'ivermectina può causarne un maggiore assorbimento oltre la barriera emato-encefalica.
Dopo il trattamento con ivermectina, in alcuni cani con microfilarie circolanti di D. immitis, possono verificarsi delle lievi reazioni di ipersensibilizzazione, in genere sotto forma di diarrea transitoria, dovute presumibilmente a microfilarie morte o morenti.

### Tossicologia

#### Uomo
Come altre avermectine causa irritazione della pelle e degli occhi, depressione del sistema nervoso centrale (incapacità di coordinazione, tremori, letargia, eccitazione, dilatazione della pupilla, coma), vomito, convulsioni e/o tremori, e insufficienza respiratoria a dosi elevate.

#### Animali
Contrariamente a quanto accade nei mammiferi, l'ivermectina penetra facilmente la barriera ematoencefalica delle tartarughe con conseguenze spesso fatali.

## Impatto ambientale
Studi sul campo hanno dimostrato che lo sterco animale trattato con ivermectina ospita una varietà ridotta di invertebrati e che lo sterco permane sul terreno più a lungo.